# Гвоздков, Георгий Кузьмич
Георгий Кузьмич Гвоздков (19 декабря 1896 — октябрь 1968) — советский военачальник, генерал-лейтенант авиации (30.04.1943). Участник советско-финляндской и Великой Отечественной войн.

## Биография
Родился 19 декабря 1896 года. Русский. В 1914 году закончил Екатеринославское техническое училище.
С 1914 года служил техником железнодорожного телеграфа на Екатеринославской железной дороге.
Должности в РККА: С 20 июня 1919 г. надсмотрщик телеграфа в роте связи 1-й отдельной Донской стрелковой бригады, механик для телеграфа, сотрудник для поручений, помощник командира роты связи, для поручений, начальник станции, контролер-механик, начальник связи полка ОН, начальник связи ЧОН Гомельской губернии, начальник телеграфной станции штаба ЧОН Гомельской губернии. С 1921 г. командир роты связи 4-го стрелкового корпуса, врид помощника начальника связи 4-го стрелкового корпуса. Член ВКП(б).
В 1925 году окончил КУКС при Ленинградской школе связи.
С 20 ноября 1926 года командир 9-го полка связи.
В 1930 году окончил КУКС при Военно-транспортной академии РККА.
С 1 января 1931 года старший инженер по связи УВВС РККА.
С 1 мая 1931 г. начальник 3-го отдела службы связи штаба ВВС РККА. В 1931 году окончил Курсы командиров единоначальников при Военно-политической академии РККА имени Н. Г. Толмачева.
29 апреля 1939 года начальнику 3-го отдела штаба ВВС РККА Гвоздкову присвоено воинское звание комбриг.
В 1939—1940 гг. участвует в советско-финляндской войне, награждён орденом Красной звезды, за организацию связи в войсках.
4 июня 1940 года Гвоздкову присвоено звание генерал-майор авиации.
В период Великой Отечественной войны возглавлял Управление связи штаба ВВС Красной Армии.
30 апреля 1943 года Гвоздкову присвоено воинское звание генерал-лейтенант авиации.
После войны генерал-лейтенант авиации Гвоздков продолжил службу в армии.
В 1946 года под следствием в связи с делом о вредительстве в ВВС.
В 1953 году реабилитирован восстановлен в кадрах и уволен в отставку.
Умер в 1968 году, похоронен в Москве на Ваганьковском кладбище.

## Награды
- орден Ленина (21.02.1945)
- два ордена Красного Знамени (23.11.1942[1][2], 03.11.1944)
- орден Кутузова I степени (18.08.1945)
- орден Кутузова II степени
- орден Отечественной войны I степени (01.03.1944)
- орден Красной звезды (1940)
  - Медали в том числе:
  - «XX лет Рабоче-Крестьянской Красной Армии»
  - «За оборону Москвы»
  - «За оборону Сталинграда»
  - «За оборону Кавказа»
  - «За Победу над Германией в Великой Отечественной войне 1941—1945 гг.»
  - «За победу над Японией»
  - «За взятие Кенигсберга»
  - «За взятие Берлина»
  - «За освобождение Варшавы»